# Jorge Capodistrias
Jorge Capodistrias (Buenos Aires, Argentina, 23 de enero de 1933 - ibídem, 31 de mayo de 2010) fue un periodista, crítico, jefe de prensa y productor argentino con una amplia trayectoria en el medio artístico.

## Carrera
"Capo", como se lo solía apodar, fue un distinguido periodista y productor de espectáculos con una extensa carrera en el medio artístico. También se desempeñó como diseño de campañas de prensa.
Entre otras de sus funciones se destacan:
- Integrante de APTRA.
- Cronista de las revistas Primera Plana, Señoras y Señores, Gente,
- Prosecretario de Redacción de La Revista
- Jefe de Redacción de Tal Cual
- Director Fundador de Vea Más Espectáculos
- Director periodístico de Buenos Aires Free.
- Cronista de los diarios Crónica, El Heraldo.
- Productor de los programas de radio Hola Gente, Dinámica, Hola Gente en Mar del Plata, Página Impar (producción integral programa emitido por LU6 Radio Atlántica y FM Atlántica de Mar del Plata.
- Producción y Prensa de las películas Quebracho, La Raulito, La Película y El Juguete Rabioso.[1]

Trabajo como productor teatral de las obras Improvisaciones con estilo 2005, Improvisaciones con estilo, Match 2004, Ritto por cinco e Improvisaciones con estilo. También fue productor ejecutivo de Improvisación registrada (2.ª. Edición), y prensa de La Cena de Leonardo Da Vinci.

## Teatro
- Pelos de gallina espectáculo de Los Trisinger al regresar luego de 20 años de su anterior despedida. En Moliere Teatro Concert y en el Teatro Auditorium, Sala Payró en la ciudad de Mar del Plata.
- Sinatra de aquí a la Eternidad, con Donna Caroll y Oscar López Ruíz, enero 2009 en el Teatro Auditorium, Sala Payró en la ciudad de Mar del Plata.
- Tracción a Sangre (enero y febrero de 2009), con Brian Chambouleyron, en el Teatro Auditorium.
- Algo para contar con Horacio Molina y Teresa Parodi (2009).

## Fallecimiento
Jorge Capodistrias falleció el lunes 31 de mayo de 2010 de manera repentina. Sus restos descansan en el Panteón de SADAIC de la Asociación Argentina de Actores del Cementerio de la Chacarita. Su hijo lleva su mismo nombre.
Fue homenajeado en la 41.ª entrega de los Premios Martín Fierro.